# Heti terror
A Heti terror a Hír TV biztonságpolitikai magazinműsora.
A műsorban elsősorban a terrorizmussal összefüggő biztonságpolitikai témák kerülnek előtérbe. Ugyanakkor a műsor profiljába belefér, hogy a terrorizmust mint fogalmat tágabb értelemben véve, a világ egyes régióiban kialakult válsághelyzetekről is beszélgessenek. A műsor célja, hogy a merényletek, valamint a mindennapi biztonságérzetünket érintő események hátterét bemutassa. A műsorvezető kezdetektől Déri Stefi. A műsor állandó vendégei: Nógrádi György biztonságpolitikai szakértő, Földi László, biztonságpolitikai szakértő, Horváth József, az Alapjogokért Központ biztonságpolitikai tanácsadója, Georg Spöttle a Nézőpont Intézet elemzője és Speidl Bianka, a Nézőpont Intézet vezető kutatója. A műsor sikerességét is mutatja, hogy a Youtube-on 40-50 ezres nézettsége van.

## Kezdetek
A Heti terror 2017. december 4-én indult az Echo TV-n, miután a csatorna teljesen megújult. Az Echo TV megszűnés után, 2019 januárjától a KESMA megkezdte az Echo TV beolvasztását a Hír TV-be. Így a Heti terror is 2019. április 1-jétől a Hír TV-n lett látható.